# Otto Preißecker
Otto Preißecker (Viena, 3 de agosto de 1898 – Innsbruck, 30 de maio de 1963) foi um patinador artístico austríaco, que competiu no individual masculino e nas duplas. Ele conquistou duas medalhas de prata e uma de bronze em campeonatos mundiais, uma medalha de prata e duas medalhas de bronze em campeonatos europeus e foi tricampeão do campeonato nacional austríaco. Nas duplas com sua parceira Gisela Hochhaltinger conquistou uma medalha de bronze em campeonatos europeus e foi duas vezes medalhista de prata do campeonato nacional austríaco.

## Principais resultados

### Individual masculino
| Resultados           | Resultados        | Resultados    | Resultados        | Resultados       | Resultados       | Resultados        | Resultados    | Resultados    | Resultados    | Resultados    | Resultados    | Resultados    | Resultados    | Resultados    |
| Internacional        | Internacional     | Internacional | Internacional     | Internacional    | Internacional    | Internacional     | Internacional | Internacional | Internacional | Internacional | Internacional | Internacional | Internacional | Internacional |
| Evento/Temporada     | 1922– 1923        | 1923– 1924    | 1924– 1925        | 1925– 1926       | 1926– 1927       | 1927– 1928        |               |               |               |               |               |               |               |               |
| -------------------- | ----------------- | ------------- | ----------------- | ---------------- | ---------------- | ----------------- | ------------- | ------------- | ------------- | ------------- | ------------- | ------------- | ------------- | ------------- |
| Campeonato Mundial   |                   | 6.º           | Medalha de bronze | Medalha de prata | Medalha de prata |                   |               |               |               |               |               |               |               |               |
| Campeonato Europeu   |                   | 4.º           | Medalha de bronze | Medalha de prata |                  | Medalha de bronze |               |               |               |               |               |               |               |               |
| Nacional             |                   |               |                   |                  |                  |                   |               |               |               |               |               |               |               |               |
| Campeonato Austríaco | Medalha de bronze |               | Medalha de bronze | Medalha de ouro  | Medalha de ouro  | Medalha de ouro   |               |               |               |               |               |               |               |               |
|                      |                   |               |                   |                  |                  |                   |               |               |               |               |               |               |               |               |

### Duplas com Gisela Hochhaltinger
| Campeonato Mundial   | 4.º              |                   |  |  |  |  |  |  |  |  |  |  |  |  |
| Campeonato Europeu   |                  | Medalha de bronze |  |  |  |  |  |  |  |  |  |  |  |  |
| Nacional             |                  |                   |  |  |  |  |  |  |  |  |  |  |  |  |
| Campeonato Austríaco | Medalha de prata | Medalha de prata  |  |  |  |  |  |  |  |  |  |  |  |  |
|                      |                  |                   |  |  |  |  |  |  |  |  |  |  |  |  |